# Karula Savijärv
Karula Savijärv (est. Savijärv (Karula Savijärv)) – jezioro w Estonii, w prowincji Valgamaa, w gminie Karula. Położone jest na południowy zachód od wsi Lusti. Ma powierzchnię 6,7 ha linię brzegową o długości 1191 m, długość 460 m i szerokość 170 m. Sąsiaduje z jeziorami Kaadsijärv, Ojajärv, Kallõtõ, Kaadsi Mustjärv, Väikene Mustjärv, Karula Papijärv, Õdri. Położone jest na terenie Parku Narodowego Karula.